# Bahía de Todos los Santos
La bahía de Todos los Santos (en portugués Baía de Todos os Santos) es la mayor de las entradas marítimas costeras del estado de Bahía en Brasil. La bahía rodea parte de la ciudad de Salvador. La otra parte está circundada por el mismo océano.
La zona fue descubierta y nombrada en el año 1501 por Américo Vespucio, quien llegó al lugar el 1º de noviembre, día de la celebración católica de Todos los Santos.

## Datos geográficos

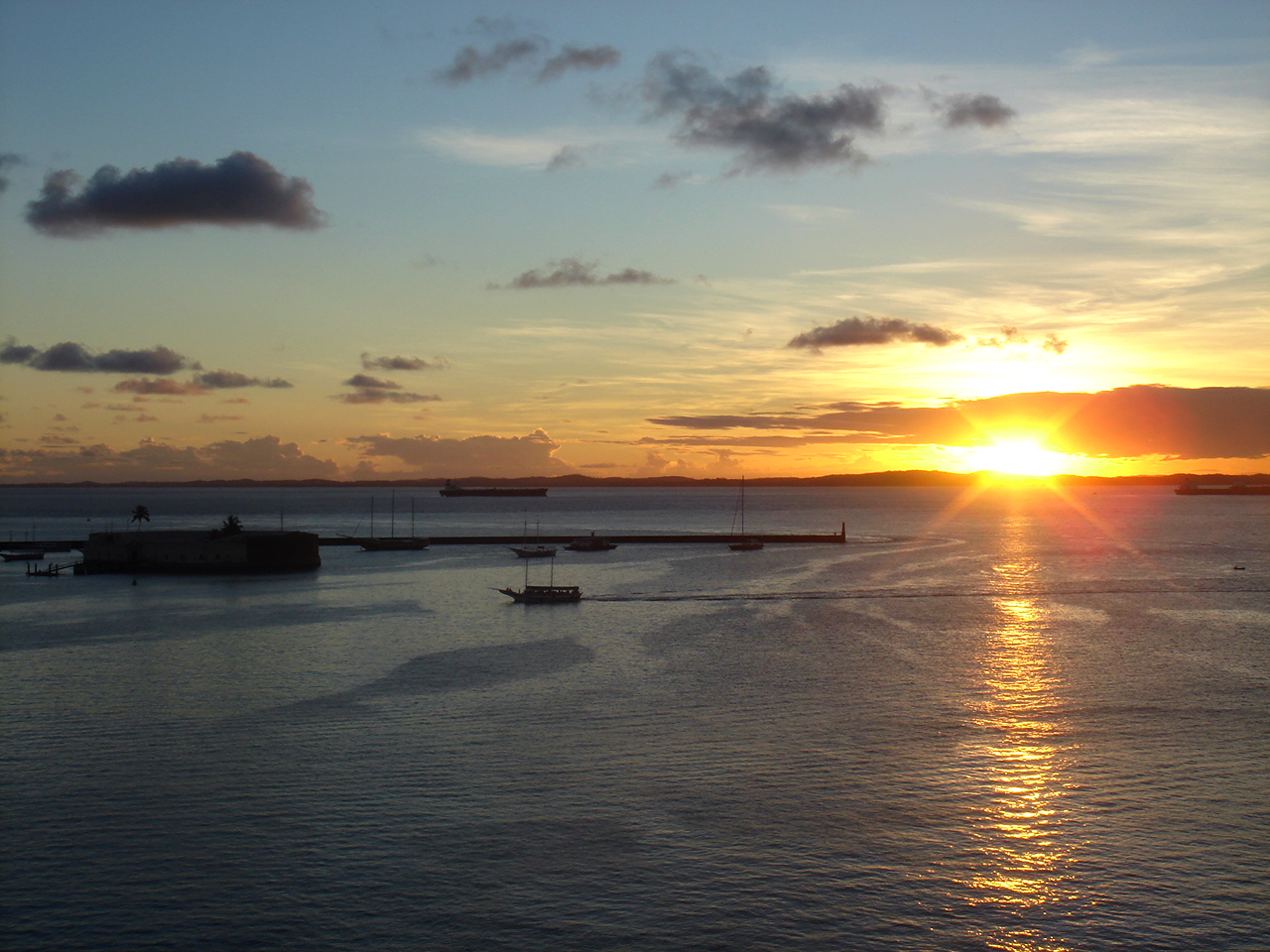
Vista de la bahía al amanecer

Posee una extensión total de 1.233 km², con una profundidad media de 9,8 metros, llegando a un máximo de 42 metros.
La visibilidad buceando es de entre 10 y 20 metros.
La bahía baña los municipios de Salvador, Itaparica y Vera Cruz. Contiene una serie de islas, dentro de las cuales la Isla de Itaparica se erige como la mayor en extensión y población.
La pequeña península de Itapagipe porporciona una ensenada que cobija a un par de muelles dentro de la ciudad de Salvador.

## Medioambiente
La bahía fue declarada como un área de protección ambiental por el decreto (estatal) N.º 7.595 del 5 de junio de 1999.

## Transporte
Las principales autopistas que rodean la bahía son las BR-324 y BR-420. Ambas conectan con la BR-101.
El Metro de Salvador y sus servicios anexos son el sistema de transporte público más importante dentro de la ciudad.
El Aeropuerto Internacional de Salvador es el principal terminal aéreo de la zona.

## Historia
Desde 1624, los holandeses emprendieron una serie de invasiones al Brasil. Ese mismo año, una flota al mando de Jacob Willekens logró hacerse con Salvador, manteniéndola en su poder hasta 1625, cuando una flota española (puesto que Portugal yacía bajo la dominación de España) recapturó la ciudad en lo que se conoce como la Jornada del Brasil.